# Monica Biander
Henny Monica Biander, under en period Börjehag, född 20 december 1938 i Matteus församling i Norrköping i Östergötlands län, är en svensk direktör
Monica Biander är dotter till ingenjören Magnus Biander och Henny, ogift Jönsson, samt moster till musikalartisten Anna Thorén. Hon har examen från handelsgymnasium 1959, revisorskurs 1968 och har även bedrivit studier vid Stockholms universitet 1978–1979.
Hon var anställd vid Ciba AG Basel 1959–1960, SJ-Resor 1961–1964, sekreterare hos Alfa-Laval 1964–1968, var verksam som ekonom 1968–1979, administrativ chef 1979–1981, ekonomichef 1981–1983, avdelningschef 1983–1985 samt VD för Alfa-Laval Service Partner AB från 1985. Hon var PTK-representant i Alfa-Lavals bolagsstyrelse 1981–1983.
Åren 1965–1977 var hon gift med Curt Börjehag (född 1939) och sedan 1985 är hon sambo med Tomas Olsson (född 1944).